# Stadion Miejski w Gdyni
Stadion Miejski – stadion piłkarski w Gdyni. Na obiekcie regularnie swoje mecze rozgrywa Arka Gdynia. Właścicielem obiektu jest gmina-miasto Gdynia, a zarządza nim Gdyńskie Centrum Sportu (dawny GOSiR).

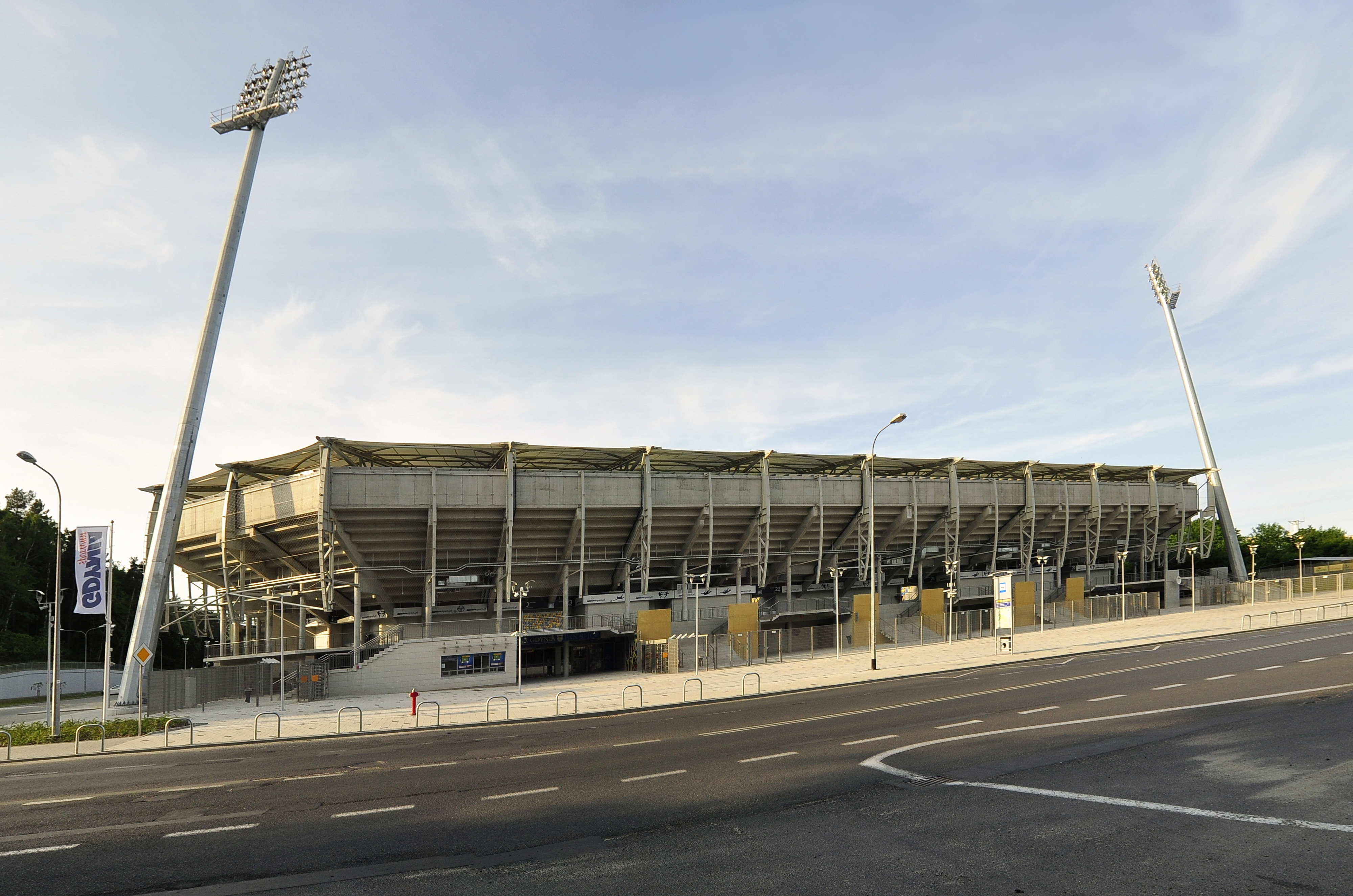
Stadion Miejski w Gdyni, widok od ulicy Stryjskiej

Stadion może pomieścić 15 139 widzów. Posiada podgrzewaną murawę o wymiarach 105 m x 68 m, sztuczne oświetlenie o natężeniu 2000 lx.

## Zarys historii
Mieszczący się w miejscu obecnego obiektu stary stadion zaczął powstawać w 1937 roku i wnioskuje się, że budowa postępowała szybko, gdyż już w styczniu 1938 Komisariat Rządu wystąpił do Zakładu Wodociągów o wstawienie do budżetu rozprowadzania wody do boisk przy ul. Olimpijskiej. Natomiast w latach 60. Stadion Miejski został zbudowany przez Stocznię im. Komuny Paryskiej i otwarty w 1964. Na obiekcie, do roku 2009, swoje mecze rozgrywał Bałtyk Gdynia.
W 2009 roku rozpoczęła się w tym samym miejscu budowa nowego stadionu. Stadion został otwarty 19 lutego 2011 roku. W meczu otwarcia Arka zremisowała 1:1 z bułgarskim klubem Beroe Stara Zagora.
Stadion był jedną z aren Mistrzostw Europy U-21 w 2017 roku (rozegrano na nim trzy spotkania fazy grupowej turnieju) oraz Mistrzostw Świata U-20 w 2019 roku (odbyło się na nim sześć spotkań fazy grupowej, jeden mecz 1/8 finału, jeden ćwierćfinał, jeden półfinał i spotkanie o 3. miejsce).
Rekordową frekwencję zanotowano 4 maja 2025 podczas meczu I ligi pomiędzy Arką Gdynia a Bruk-Bet Termalicą Nieciecza. Spotkanie obejrzało 14 384 widzów.